# Betacode
Betacode ist ein Verfahren, nach dem die in altgriechischen Texten vorkommenden Schriftzeichen, also die Buchstaben des griechischen Alphabets und die diakritischen Zeichen der polytonischen Schreibweise in umkehrbar eindeutiger Weise durch solche Schriftzeichen dargestellt werden, die auf Rechnern sehr weit verbreitet sind. Damit ist eine Basis für den Austausch rechnergestützter altgriechischer Texte geschaffen worden, ohne dass auf den beteiligten Rechnern eine genormte Darstellung der benötigten griechischen Schriftzeichen nötig ist. Nach seiner Entwicklung durch David W. Packard in den 1970er Jahren entwickelte sich Betacode schnell zum allgemeinen Standard. Der Thesaurus Linguae Graecae war und ist eine der wichtigsten Anwendungen.
In den 1980er Jahren wurde im Zusammenhang mit der Erstellung eines maschinenlesbaren Textes der hebräischen Bibel eine ähnliche Transliteration des hebräischen Alphabets und seiner Diakritika entwickelt, die dann ebenfalls den Namen Betacode trug; daneben auch Michigan-Claremont nach den Wirkungsstätten der Projektbeteiligten.
Zur Zeit der Entwicklung von Betacode wurden Schriftzeichen auf den Systemen der verschiedenen Hersteller in unterschiedlicher Weise codiert. Nach dem Austausch (durch Versand von Datenträgern) von Betacode-Texten wurden diese auf dem Zielrechner in dessen internen Code konvertiert. Die Zeichen des Betacodes sollten also in möglichst vielen solcher internen Codes enthalten sein. Die Unterscheidung von Groß- und Kleinbuchstaben war weder in allen damaligen Systemen noch auf ihren Ein-/Ausgabegeräten (Lochkarten, Zeilendrucker, Bildschirme) überall unterstützt – deswegen wird sie in Betacode nicht benutzt. Später hat sich ASCII als genormter Code zum Datenaustausch durchgesetzt. Heute, wo mit Unicode ein genormter Code auch für die griechische und andere Schriften mit allen ihren Zeichen zur Verfügung steht, wird Betacode noch verwendet, um mit den auf der üblichen Computer-Tastatur vorhandenen Zeichen Texte zu schreiben, die in einem zweiten Schritt durch einen Konverter in Unicode umgewandelt werden können.

## Betacode für die griechische Schrift
Folgende Tabelle zeigt die Entsprechungen zwischen Betacode und Unicode:
| Betacode | a | b | g | d | e | z | h | q | i | k | l | m | n | c | o | p | r | s | j | t | u | f | x | y | w | : | ; | ? |
| Unicode  | α | β | γ | δ | ε | ζ | η | θ | ι | κ | λ | μ | ν | ξ | ο | π | ρ | σ | ς | τ | υ | φ | χ | ψ | ω | · | · | ; |

|                  | Kodierungsbeispiele in Betacode | Kodierungsbeispiele in Betacode | Kodierungsbeispiele in Betacode | Kodierungsbeispiele in Betacode | Kodierungsbeispiele in Betacode | Kodierungsbeispiele in Betacode | Kodierungsbeispiele in Betacode | Beispielwörter in Betacode  | konvertiert nach Unicode |
| ---------------- | ------------------------------- | ------------------------------- | ------------------------------- | ------------------------------- | ------------------------------- | ------------------------------- | ------------------------------- | --------------------------- | ------------------------ |
| Großbuchstaben   | *                               | *a                              | *b                              | *g                              |                                 |                                 | usw.                            | *e*s*t*i*n                  | ΕΣΤΙΝ                    |
| Spiritus lenis   | )                               | a)                              | e)                              | *i)                             | *w(                             |                                 | usw.                            | *e)stin, e)stin             | Ἐστιν, ἐστιν             |
| Spiritus asper   | (                               | *e(                             | h(                              | *o(                             | u(                              |                                 | usw.                            | *w(j, w(j, o(, *h(          | Ὡς, ὡς, ὁ, Ἡ             |
| Akut             | /                               | a/                              | *a/                             | e)/                             | *e(/                            | h)/                             | usw.                            | *o(/te o( fi/loj a)pe/qanen | Ὅτε ὁ φίλος ἀπέθανεν     |
| Gravis           | \                               | a\                              | *a\                             | e)\                             | *e(\                            | h)\                             | usw.                            | o( e)mo\j kai\ so\j fi/loj  | ὁ ἐμὸς καὶ σὸς φίλος     |
| Zirkumflex       | =                               | a=                              | *a=                             | i)=                             | *h(=                            | u)=                             | usw.                            | *a)=r' o( dou=loj h(=ken;   | Ἆρ' ὁ δοῦλος ἧκεν;       |
| Iota subscriptum | \|                              | *a\|                            | a)\|                            | a/\|                            | a=\|                            | h)\\|                           | usw.                            | tau/th\| th=\| xw/ra\|      | ταύτῃ τῆ χώρᾳ            |
| Trema            | +                               | u+                              | i+/                             | u+\                             | u+=                             |                                 | usw.                            | qui+/dion, qu%27i+noj       | θυΐδιον, θῠϊνος          |
| Länge (Makron)   | %26                             | a%26                            |                                 | *i%26                           |                                 | u%27                            | usw.                            | gefu%26ri/zw                | γεφῡρίζω                 |
| Kürze (Breve)    | %27                             | a%27                            |                                 | *i%27                           |                                 | u%26                            | usw.                            | ge/fu%26ra%27               | γέφῡρᾰ                   |

## Betacode für die hebräische Schrift
| ־ | ׀  | ׃  | א | ב | בּ  | ג | ד | ה | ו | ז | ח | ט | י | ך | כ | ל | ם | מ | ן | נ | ס | ע | ף | פ | ץ | צ | ק | ר | ש | שׁ | שׂ | ת |
| - | 05 | 00 | ) | B | B. | G | D | H | W | Z | X | + | Y | K | K | L | M | M | N | N | S | ( | P | P | C | C | Q | R | # | $ | & | T |

| Vokal  | – | a  | e  | i  | o  | u  |
| ------ | - | -- | -- | -- | -- | -- |
| Schwa  | : |    |    |    |    |    |
| Chataf |   | :A | :E |    | :F |    |
| kurz   |   | A  | E  | I  | F  | U  |
| lang   |   | F  | "  |    | O  |    |
| m.l.   |   | FH | "Y | IY | OW | W. |

Die Konsonanten werden nach der oberen Tabelle durch lateinische Großbuchstaben und einige weitere Schriftzeichen dargestellt. Dabei spielt es keine Rolle, ob sie konsonantischen Lautwert haben oder als matres lectionis auftreten. Das Dagesch wird unabhängig von seiner Funktion als Punkt dargestellt wie an einem Beispiel gezeigt. Die Darstellung der Diakritika für die Vokale stehen in der Tabelle auf der linken Seite, deren unterste Zeile häufige Kombinationen von Vokalzeichen und mater lectionis enthält. Andere Diakritika, insbesondere die Teamim, werden jeweils durch ein Paar von Dezimalziffern dargestellt, so wie in der oberen Tabelle Paseq und Sof pasuq (das zweite und dritte Schriftzeichen). Ein und zwei Sternchen bezeichnen Ketib und Qere (im Original Fuß- oder Randnoten), das Fragezeichen eine neue Zeile in einer Originalhandschrift und der Schrägstrich die Trennstelle zwischen Wortwurzel und Affix (im Original nicht vorhanden). Weitere Codezeichen findet man in der Dokumentation (siehe Weblinks).

### Beispiel
Die Bibelstelle im Beispiel ist Kohelet 12,12.
Hebräischer Text, vokalisiert und akzentuiert
וְיֹתֵ֥ר מֵהֵ֖מָּה בְּנִ֣י הִזָּהֵ֑ר עֲשׂ֨וֹת סְפָרִ֤ים הַרְבֵּה֙ אֵ֣ין קֵ֔ץ וְלַ֥הַג הַרְבֵּ֖ה יְגִעַ֥ת בָּשָֽׂר׃
| ויתר  | W/YTR KAI PERISSON | και περισσον |
| מהמה  | M/HMH E)C AU)TW=N  | ἐξ αὐτῶν     |
| בני   | BN/Y UI(E/ MOU     | υἱέ μου      |
| הזהר  | HZHR FU/LACAI      | φύλαξαι      |
| עשׂות  | (&WT POIH=SAI      | ποιῆσαι      |
| ספרים | SPRYM BIBLI/A      | βιβλία       |
| הרבה  | HRBH POLLA/        | πολλά        |
| אין   | )YN OU)K E)/STIN   | οὐκ ἔστιν    |
| קץ    | QC PERASMO/S       | περασμός     |
| ולהג  | W/LHG KAI MELE/TH  | και μελέτη   |
| הרבה  | HRBH POLLH         | πολλη        |
| יגעת  | YG(T KO/PWSIS      | κόπωσις      |
| בשׂר   | B&R SARKO/S        | σαρκός       |

Dasselbe als Betacode
W:/YOT"71R M"/H"73M.FH B.:N/I74Y HIZ.FH"92R? (:A&O63WT S:PFRI70YM HAR:B."H03 )"74YN Q"80C W:/LA71HAG HAR:B."73H Y:GI(A71T B.F&F75R00?
Deutsche Transkription der Aussprache
wejoter mehemma beni hisaher asot sefarim harbe en kez welahag harbe jegiat basar
Deutsch (Einheitsübersetzung)
Im Übrigen, mein Sohn, lass dich warnen! Es nimmt kein Ende mit dem vielen Bücherschreiben und viel Studieren ermüdet den Leib.
Parallel hebräischer und griechischer Text, beide im jeweiligen Betacode
Am rechten Rand (mittlere Tabellenspalte) ist derselbe Vers aus dem parallelen Text der hebräischen Bibel und der griechischen Septuaginta dargestellt. Nicht immer gestattet die Wortstellung in den beiden Sprachen wie hier eine solche wortweise Nebeneinanderstellung.